# Gastone
Gastone  è un nome proprio di persona italiano maschile.

## Varianti in altre lingue
- Catalano: Gastó[2]
- Francese: Gaston[3][4]
- Latino: Gaston[1]
- Lituano: Gastonas
- Olandese: Gaston
- Polacco: Gaston
- Portoghese: Gastão
- Spagnolo: Gastón[2]
- Tedesco: Gaston
- Ungherese: Gaszton

## Origine e diffusione
Nome francese di epoca medievale, è un etnonimo col significato di "abitante della Guascogna" (in francese moderno, Gascon); è da tempo confuso con il nome germanico Vaast (o Wast, Gasto), latinizzato in Vedastus, che è basato sull'elemento germanico gast ("straniero", "ospite").
Il suo uso in italiano è una ripresa diretta del nome francese.

## Onomastico
L'onomastico si festeggia il 6 febbraio in ricordo di san Gastone (o Vedasto), vescovo di Arras.

## Persone

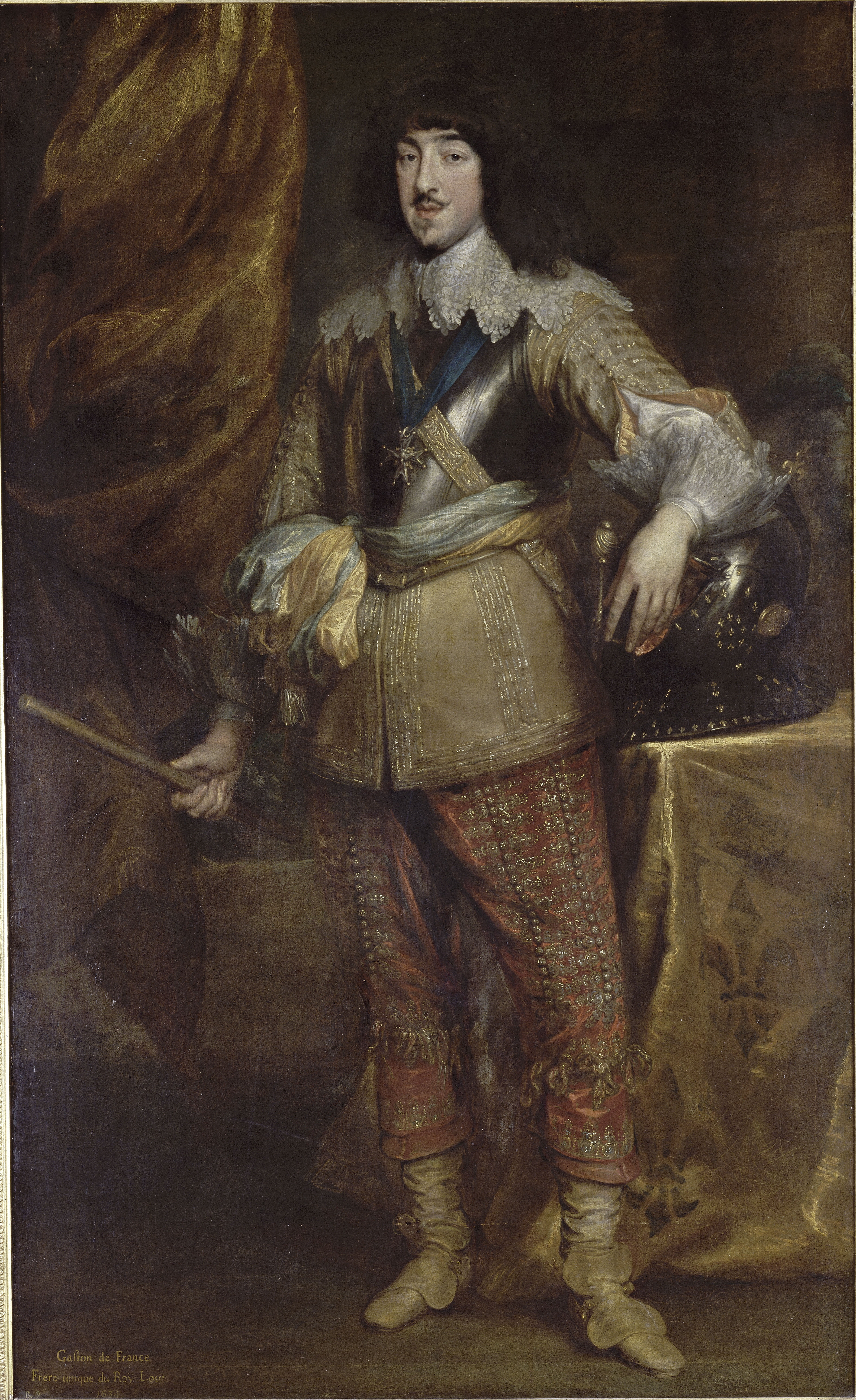
Gastone d'Orléans

- Gastone d'Orléans, fratello del re di Francia Luigi XIII
- Gastone IV di Foix, re di Navarra e conte di Foix e Bigorre
- Gastone di Foix-Navarra, principe di Viana e di visconte di Castelbon
- Gian Gastone de' Medici, granduca di Toscana
- Gastone Bean, calciatore e allenatore di calcio italiano
- Gastone Brilli-Peri, ciclista su strada, pilota motociclistico e pilota automobilistico italiano
- Gastone Gambara, generale italiano
- Gastone Guidotti, diplomatico italiano
- Gastone Limarilli, tenore italiano
- Gastone Monaldi, attore e drammaturgo italiano
- Gastone Moschin, attore italiano
- Gastone Nencini, ciclista su strada e pistard italiano
- Gastone Sozzi, politico italiano

### Variante Gaston

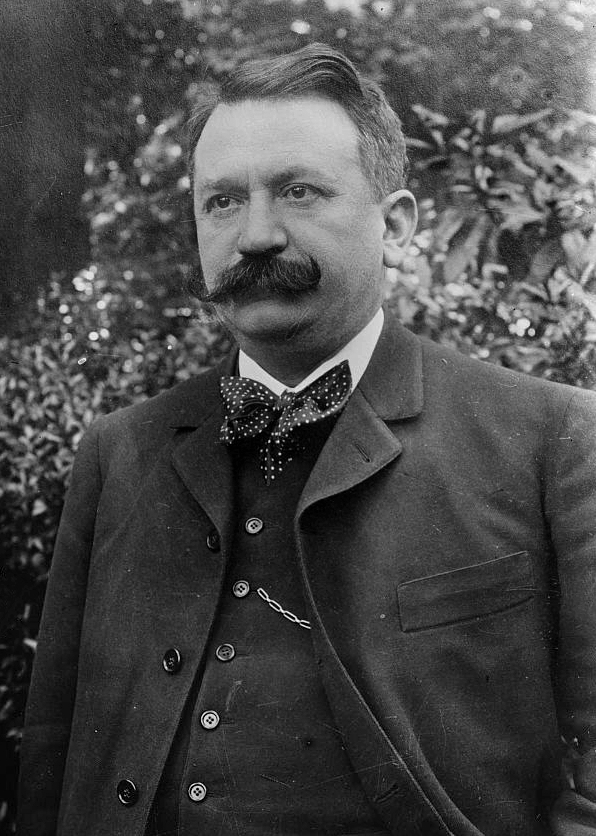
Gaston Doumergue

- Gaston de Foix-Nemours, duca di Nemours, conte di Étampes e visconte di Narbona
- Gaston Bachelard, filosofo francese
- Gaston Defferre, politico francese
- Gaston Doumergue, politico francese
- Gaston Eyskens, politico belga
- Gaston Julia, matematico francese
- Gaston Leroux, poeta, giornalista e scrittore francese
- Gaston Maspero, egittologo francese
- Gaston Paris, filologo e medievista francese
- Gaston Planté, fisico francese
- Gaston Rébuffat, alpinista francese
- Gaston Thorn, politico lussemburghese

### Variante Gastón
- Gastón Cellerino, calciatore argentino
- Gastón de Robertis, rugbista a 15 argentino
- Gastón Gaudio, tennista argentino
- Gastón Mazzacane, pilota automobilistico argentino
- Gastón Ramírez, calciatore uruguaiano
- Gastón Soffritti, attore e cantante argentino

## Il nome nelle arti
- Gaston è un personaggio del film di animazione Disney del 1991 La bella e la bestia.
- Gastone è un personaggio dell'omonimo film del 1959 diretto da Mario Bonnard.
- Gastone Califano è un personaggio della commedia di Eduardo De Filippo Questi fantasmi!.
- Gastone Durville è un personaggio della commedia di Ettore Petrolini Gastone.
- Gastone Paperone è un personaggio immaginario della Banda Disney, fortunatissimo cugino di Paperino.